# نیکا چخاپلیا
نیکا چخاپلیا (روسی: Ника Игоревич Чхапелия؛ زادهٔ ۲۶ آوریل ۱۹۹۴) بازیکن فوتبال اهل روسیه است.
از باشگاه‌هایی که در آن بازی کرده‌است می‌توان به باشگاه فوتبال کراسنودار، باشگاه فوتبال توسنو، باشگاه فوتبال بالتیکا کالینینگراد، باشگاه فوتبال روستوف، و باشگاه فوتبال اسپارتاک نعلچیک اشاره کرد.
وی همچنین در تیم‌های ملی فوتبال Russia national under-17 football team و زیر ۲۱ سال روسیه بازی کرده‌است.